# Borsig

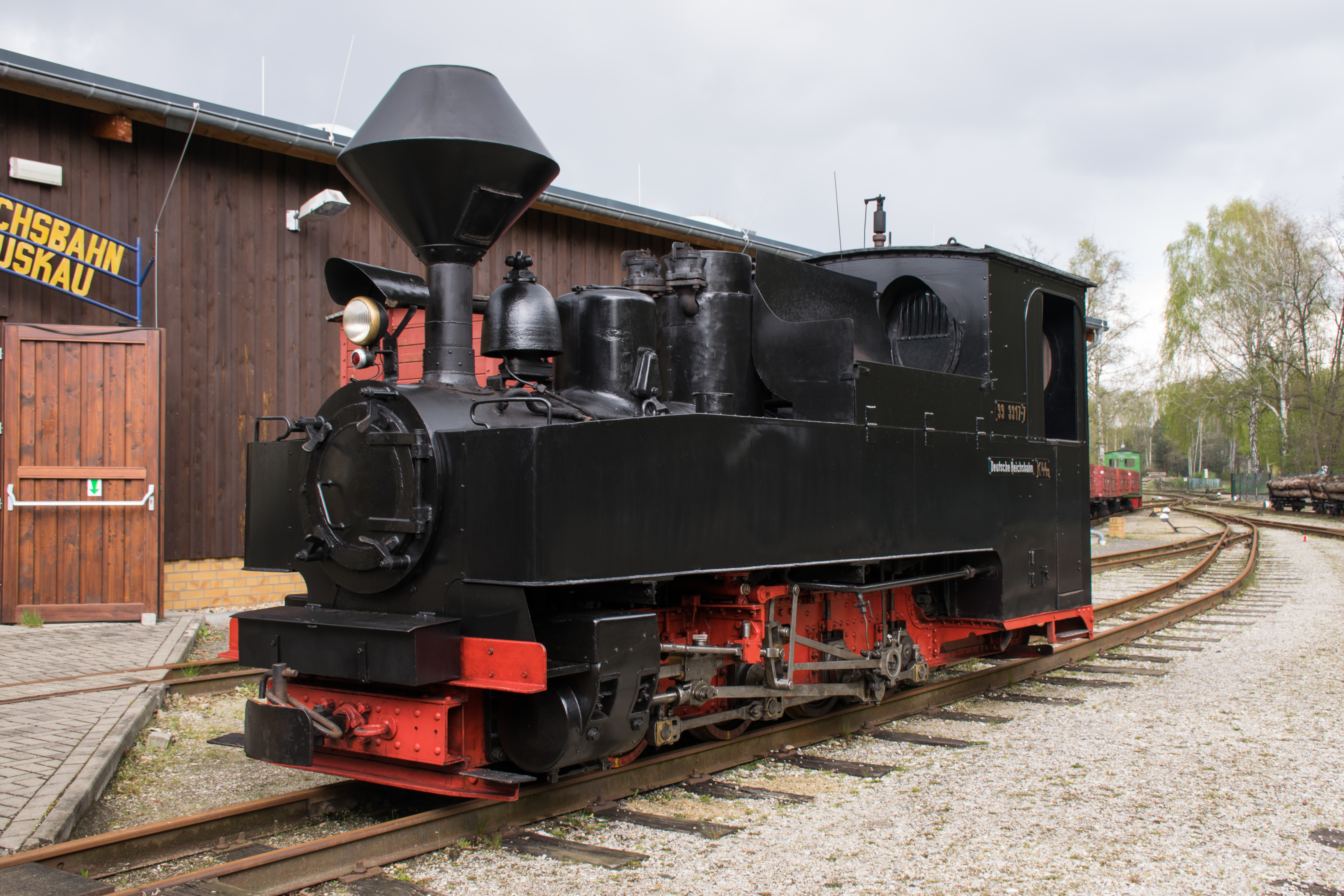
Parowóz HF wyprodukowany przez Borsig

Borsig – niemieckie przedsiębiorstwo z siedzibą w Berlinie, producent silników parowych i parowozów.
W 1836 roku Johann Carl Friedrich August Borsig założył odlewnię żeliwa w Alt-Moabit, gdzie początkowo budował silniki parowe na własne potrzeby. Wkrótce jednak skupił się na budowie lokomotyw. W ciągu pierwszych kilku lat lokomotywy Borsiga miały trudności z angielską konkurencją. Wkrótce jednak zapotrzebowanie szybko wzrosło, a jego firma rozwinęła się w największą wtedy fabrykę lokomotyw na kontynencie, która sprzedawała swoje lokomotywy za granicę. Fabryka wyprodukowała w latach 1935–1937 trzy parowozy Baureihe 05 dla kolei niemieckich. Jeden z parowozów ustanowił rekord prędkości 200,4 km/h